# Josef Schwarz (General)
Josef Schwarz (* 2. Juli 1932 in Prag; † 8. Juli 2019) war ein Leiter der Bezirksverwaltung (BV) Erfurt des Ministeriums für Staatssicherheit (MfS) in der DDR.

## Leben
Der Sohn einer Arbeiterfamilie – sein Stiefvater Richard Schwarz war Heizer, seine Mutter Blumenbinderin – wuchs am Rande des Isergebirges auf, besuchte von 1938 bis 1942 die Volksschule in Machendorf, Landkreis Reichenberg, von 1942 bis 1945 die Mittelschule in Kratzau, Landkreis Reichenberg, und nach seiner Umsiedlung in die Sowjetische Besatzungszone von 1945 bis 1946 die Mittelschule in Boizenburg/Elbe ohne Abschluss.
Nach einer Landwirtschaftslehre und Arbeit bei einem Mecklenburger Großbauern von 1946 bis 1949 besuchte er bis 1952 die Fachschulen für Landwirtschaft in Lübtheen, Krs. Hagenow und Dassow-Lütgenhof, Krs. Grevesmühlen mit dem Abschluss als staatlich geprüfter Landwirt. Er trat 1950 der SED bei. Von 1952 bis 1955 studierte er am Institut für Agrarökonomie an der Akademie für Staats- und Rechtswissenschaften (DASR) in Potsdam mit dem Abschluss als Diplom-Wirtschaftler. Anschließend wurde er beim MfS eingestellt und begann am 15. August 1955 seinen Dienst als Leutnant in der Abteilung III (Volkswirtschaft) der Bezirksverwaltung (BV) Potsdam. Ein Fernstudium von 1962 bis 1968 an der Juristischen Hochschule Potsdam (JHS) beendete er als Diplom-Jurist. Von 1968 bis 1982 war er Stellvertreter Operativ des Leiters der BV Schwerin. Schwarz wurde 1972 an der JHS zum Dr. jur. promoviert (Thema: Arbeit mit Führungs-IM). Am 29. Oktober 1982 wurde er als Nachfolger von Martin Weikert Leiter der BV Erfurt des MfS und bald darauf auch Mitglied der SED-Bezirksleitung Erfurt. Im Oktober 1983 wurde er von Erich Honecker zum Generalmajor ernannt. Als zur Friedlichen Revolution in der DDR im November 1989 die Bezirksverwaltung in ein Bezirksamt umgebildet wurde, blieb er weiterhin im Amt und wurde erst am 7. Dezember 1989 als Leiter des Bezirksamtes durch Oberstleutnant Horst Schuchardt, bis dahin stellvertretender Leiter der Abteilung XV (Aufklärung), abgelöst. Im Januar 1990 erfolgte seine Entlassung.
Seine Memoiren erschienen Ende 1994 in Schkeuditz unter dem Titel „Bis zum bitteren Ende – 35 Jahre im Dienste des Ministeriums für Staatssicherheit. Eine DDR-Biographie“.
Sein Sohn ist der Journalist, Satiriker und Schriftsteller Stefan Schwarz.

## Auszeichnungen
- 1988 Vaterländischer Verdienstorden in Gold

## Publikationen
- Bis zum bitteren Ende : 35 Jahre im Dienste des Ministeriums für Staatssicherheit, GNN-Verlag Schkeuditz, 1995, ISBN 978-3-929994-23-0.
- Zu Unrecht vergessen. Felix Halle und die deutsche Justiz, GNN-Verlag Schkeuditz, 1997, ISBN 978-3-929994-87-2.
- Die linkssozialistische Regierung Frölich in Thüringen 1923 : Hoffnung und Scheitern, GNN-Verlag Schkeuditz, 2000, ISBN 978-3-89819-025-1.
- mit Heinz-Jürgen Schneider, Erika Schwarz: Die Rechtsanwälte der Roten Hilfe Deutschlands. politische Strafverteidiger in der Weimarer Republik, Geschichte und Biografien, Pahl-Rugenstein, Bonn, 2002, ISBN 978-3-89144-330-9.
- Von Prag bis Erfurt. Mein Leben in drei Staaten, Pahl-Rugenstein, Bonn, 2011, ISBN 978-3-89144-434-4.